# Іллєнко Олена Вадимівна
Олена Вадимівна Іллєнко (нар. 26 січня 1965, Київ, УРСР) — радянська, українська кіноакторка.

## Життєпис
Народилася 1965 р. в родині кінематографістів — кінорежисера і кінооператора В.Г. Іллєнка та режисера Е.І. Іллєнко. 
Закінчила Всесоюзний державний інститут кінематографії (1986, акторський факультет, майстерня О. Баталова). 
Працює на Національній кіностудії ім. О. П. Довженка.
Член Національної спілки кінематографістів України.

## Фільмографія
Знялась у фільмах:
- «Свято печеної картоплі» (1976),
- «Кожен мисливець бажає знати...» (1985, дівчина-механік),
- «Крижані квіти» (1986, Марина),
- «Віч-на-віч» (1986),
- «Переможці» (1986, радистка),
- «Наближення до майбутнього» (1986),
- «Солом'яні дзвони» (1987, подруга фотографа),
- «Захисту не потребую» (1987, Ольга),
- «Повернення» (1987, т/ф),
- «Суд в Єршовці» (1987),
- «Загін особливого призначення» (1987),
- «Мистецтво подобатись жінкам» (1988, Марія),
- «Зона» (1988),
- «Передай далі...» (1988),
- «Дорога крізь руїни» (1988, т/ф, дівчина біля автомата),
- «Помста» (1988, Таня),
- «Фантастичні історії» (1988),
- «На прив'язі біля злітної смуги» (1989, т/ф, Таня),
- «Поїзди без посмішки» (1989),
- «Етюди про Врубеля» (1989),
- «Далі польоту стріли» (1990, т/ф, Галя),
- «Буйна» (1990),
- «Капітан Крокус і Таємниця маленьких змовників» (1991, міністр пропаганди),
- «Останній бункер» (1991, Таня),
- «Господи, прости нас грішних» (1992),
- «Тарас Шевченко. Заповіт» (1992, т/с, 1-3 серії),
- «Геллі і Нок» (1995, Геллі) та ін.